# Android Marshmallow
Android 6.0 Marshmallow — версія мобільної операційної системи Android, представленої на конференції Google I/O 28 травня 2015 року. У новій версії буде ряд нововведень і нових функцій.

## Нововведення
На перший погляд видимих відмінностей від Android Lollipop не спостерігається. Концепція Material design збереглася в повному обсязі.
З видимих відмінностей можна відзначити:
- Можливість розблокування пристрою відбитком пальця;
- Технологія «Doze» здатна дозувати енергію акумулятора фонових додатків;
- Покращення в безпеці — запит дозволу на доступ до функцій пристрою;
- Project Brillo — система роботи з «розумним і зручним » будинком;
- Мультивіконний режим[7];
- Можливість змінювати колір теми у налаштуваннях (білий/чорний)[8];
- З'явився додаток Android Pay, аналогічне Apple Pay[9];
- Нова пасхалка, яка з'являється, якщо 4-5 разів натиснути на версію Android. У бета-версії не працює[10];
- Можливість зарядки іншого пристрою за допомогою USB[11]

## Оновлення
Перші пристрої, які отримали цю версію — Nexus 5, Nexus 6, Nexus 9. Пряме оновлення можна здійснити з Android 5.0 і 5.1. Пізніше оновлення отримали також Nexus 4, Nexus 7 і Nexus 10.